# Forum Freikirchlicher Pfingstgemeinden
Das Forum Freikirchlicher Pfingstgemeinden (FFP), 1979 gegründet, bildete bis zum Jahresende 2020 den größten Dachverband pfingstlich-charismatischer Gemeindeverbände in Deutschland.
Mitglieder waren folgende Gliedkirchen bzw. -verbände:
- Apostolische Kirche, Flensburg
- Bund Freikirchlicher Pfingstgemeinden KdöR, Erzhausen
- Foursquare Deutschland, Frankfurt am Main
- Gemeinde der Christen Ecclesia e. V., Solingen (seit Mai 2000 dem BFP angeschlossen)
- Gemeinde Gottes Deutschland KdöR, Urbach
- Internationale Jesusgemeinde, Langen (seit November 2009 der Gemeinde Gottes Deutschland angeschlossen)
- Jugend-, Missions- und Sozialwerk e. V. (JMS), Altensteig
- Vereinigte Missionsfreunde e. V., Freiburg
- Vineyard Dachverband, Bern
- Volksmission entschiedener Christen, Mitglied im Bund Freikirchlicher Pfingstgemeinden KdöR e. V., Stuttgart (seit Mai 1988 dem BFP angeschlossen)
- Gemeinden der Sinti und Roma

2002 ausgeschieden ist der Mülheimer Verband Freikirchlich-Evangelischer Gemeinden.

## Auflösung
Zum Jahresende 2020 wurde das Forum Freikirchlicher Pfingstgemeinden (FFP) aufgelöst. Strukturelle Änderungen in den einzelnen Kirchen bzw. Verbänden führten dazu, dass die Treffen des FFP im Jahr 2011 nicht mehr fortgeführt und keine Gespräche mehr vereinbart wurden. In einer Mitgliederversammlung Anfang Dezember wurde einstimmig der Beschluss gefasst, das Miteinander in dieser Form zu beenden.